# Länspolisdirektör
Länspolisdirektör (finska Lääninpoliisijohtaja) är en tjänstegrad som bärs av länspolischefer i Finland. Motsvarande svenska tjänstegrad är länspolismästare.
Länspolisdirektören leder länets polisverksamhet, den internationella verksamheten som ankommer på länsledningen samt länsledningens samhällskontakter och samarbete med intressegrupper. Dessutom ansvarar länspolisdirektören för länsledningens resultat samt samarbetet med polisinrättningarna, centralkriminalpolisen och rörliga polisen i länet.